# Aeonium lancerottense
Aeonium lancerottense är en fetbladsväxtart som först beskrevs av Praeger, och fick sitt nu gällande namn av Praeger. Aeonium lancerottense ingår i släktet Aeonium och familjen fetbladsväxter. Inga underarter finns listade i Catalogue of Life.

## Bildgalleri

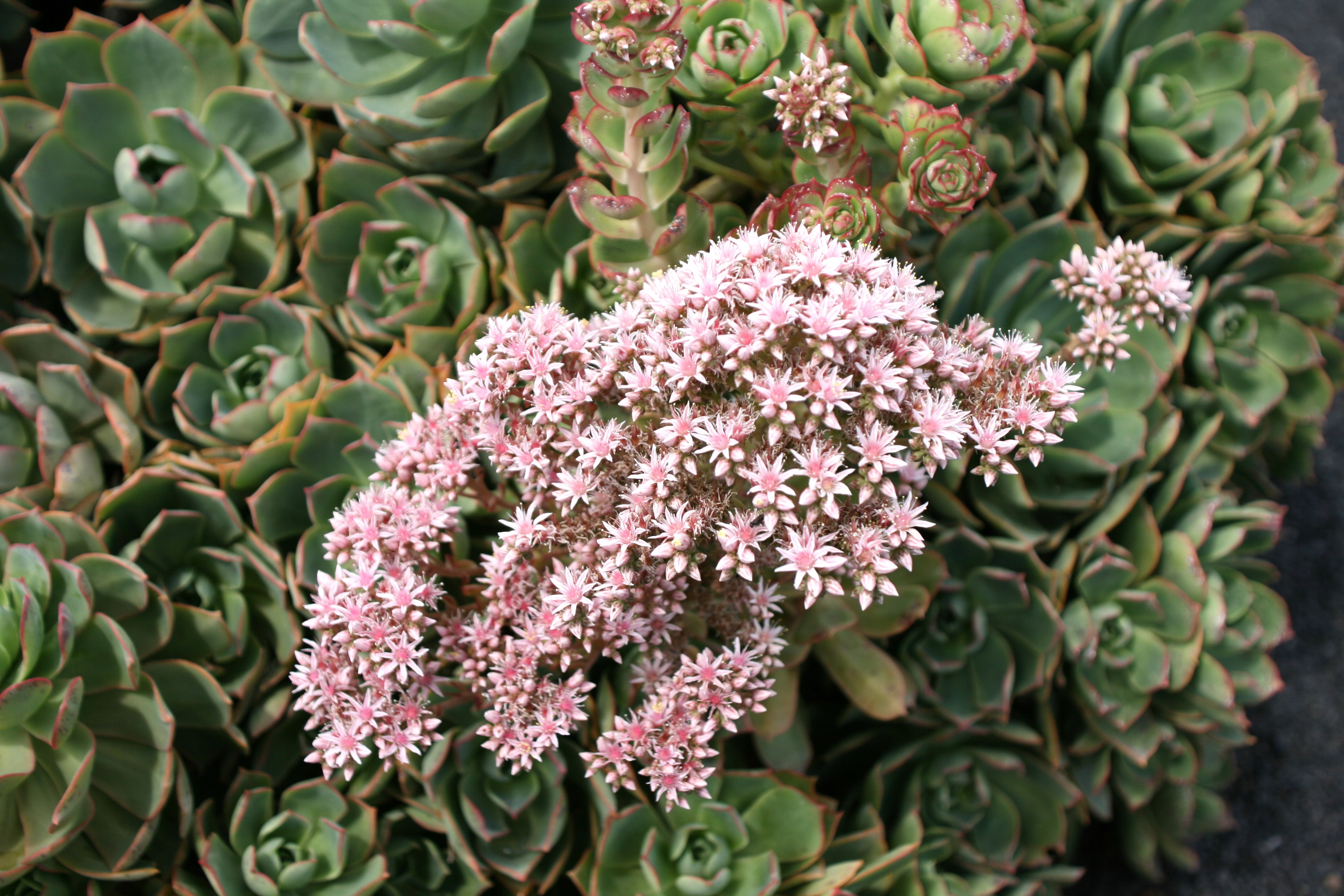